# 95号美国国道
95号美国国道（英語：U.S. Route 95）是一条南北方向的美国国道。该公路连接了亚利桑那州圣路易斯和爱达荷州邦德里县，全长1,574英里。